# Stortjärnen (Bodsjö socken, Jämtland, 695677-147152)
Stortjärnen är en sjö i Bräcke kommun i Jämtland och ingår i Ljungans huvudavrinningsområde. Sjön har en area på 0,163 kvadratkilometer och ligger 348,1 meter över havet.

## Delavrinningsområde
Stortjärnen ingår i det delavrinningsområde (695785-147228) som SMHI kallar för Utloppet av Väster-Märlingen. Medelhöjden är 351 meter över havet och ytan är 18,16 kvadratkilometer. Räknas de 6 avrinningsområdena uppströms in blir den ackumulerade arean 72,72 kvadratkilometer. Märlan (Tvärån) som avvattnar avrinningsområdet har biflödesordning 3, vilket innebär att vattnet flödar genom totalt 3 vattendrag innan det når havet efter 203 kilometer. Avrinningsområdet består mestadels av skog (75 procent). Avrinningsområdet har 2,29 kvadratkilometer vattenytor vilket ger det en sjöprocent på 12,6 procent.